# Hahneberg (Dresden)

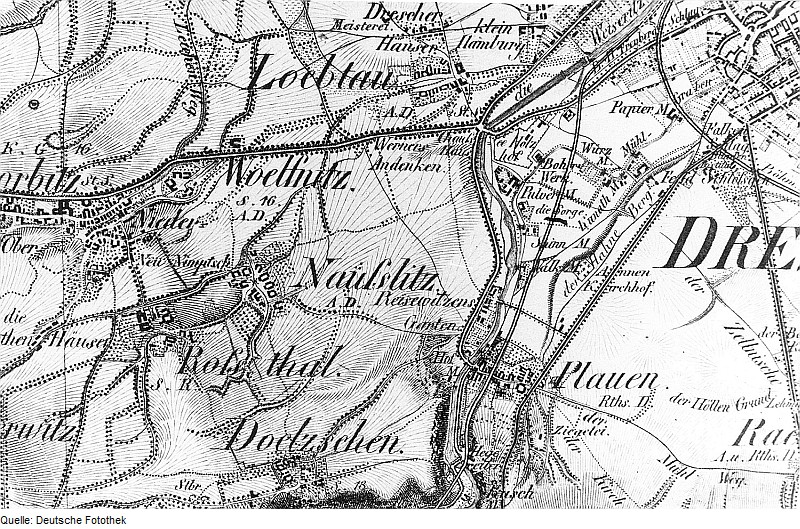
Ausschnitt aus der Topographischen Karte des Königreichs Sachsen mit dem Hahneberg (Stand 1820/21, die Eisenbahnlinien (hier schwarz umrahmt) sind im Original nach 1852 in roter Farbe nachgetragen worden)

Als Hahneberg wird der Höhensprung einer natürlichen Terrasse orographisch rechts der Weißeritz in den Dresdener Stadtteilen Plauen und Südvorstadt bezeichnet, der etwa an der Auferstehungskirche in Plauen an die Talwände des Plauenschen Grundes anschließt und dessen nördlichster Ausläufer bis in die Wilsdruffer Vorstadt (sogenannter Falkenschlag) reichte, heute jedoch südlich direkt an den Gleisanlagen des Dresdner Hauptbahnhofes endet. Diese Benennung ist nahezu vergessen, lediglich die 1876 angelegte Hahnebergstraße erinnert noch heute an diesen über viele Jahrhunderte gebräuchlichen Namen. Der eigentliche Namensgeber wurde zwischen 1902 und 1907 abgetragen und bis auf das Niveau des Elbtales hin eingeebnet.

## Entwicklung

### Namensgeschichte
Das Tal des Plauenschen Grundes – ein Durchbruchstal der Weißeritz zwischen dem Stadtteil Potschappel der heutigen Stadt Freital und der Dresdner Elbtalweitung – verlässt an der Stelle, wo später das Dorf Plauen entstand, die eigentliche Gebirgsformation. Naturgeschichtlich entstand allerdings im Übergang von den Talwänden der Weißeritz und den Hängen der Elbe, die von beiden mit ihrem Flussverlauf geschaffen wurden, eine geologisch und stadtgeschichtlich besondere Geländeform, deren höchste Erhebung als Hahneberg bezeichnet wurde.

### Beschreibung
Durch die Aufschiebung eiszeitlicher Geröll- und Schuttmassen (Moräne), die letztmals der Elster-Kaltzeit zugeordnet werden kann, entstand zwischen der Weißeritz und dem Dorf Nickern eine (namenlose) Terrasse vor den südlichen Dresdner Elbhängen, die als Höhenversatz Teile des Dresdner Südens prägt. Sie kann in ihren Grenzen, zu großen Teilen durch die heutigen Straßenzüge, wie folgt beschrieben werden: Zwickauer Straße im Westen, Gelände des Dresdner Hauptbahnhofes im Norden, Bergstraße im Nordosten, dann folgend der Reichenbachstraße, durch das Dorf Strehlen und die Reicker Straße als weitere nördliche Grenze und schließlich nordöstlich als Hangkante bis Torna und Nickern verlaufend. Dazu ist sie mit einzelnen Ausläufern als Höhenversatz bis Niedersedlitz nachweisbar, ihr Ende ist in Dobritz mit der Straße Moränenende recht genau beschrieben. Die flächenmäßig größte Ausdehnung dieser geologisch entstandenen Geländeterrasse liegt in den heutigen Stadtteilen Plauen und Südvorstadt, wo westlich des Alten Annenfriedhofes inmitten einer hügeligen Hangkante zur Weißeritz hin die höchste Erhebung dieser den Elbhängen vorgelagerten Terrasse lag.
Diese (höchste) Erhebung ist seit 1464 als hahneberg nachweisbar. Da sie jedoch keine markante Erhebung im engeren Sinne war, übertrug sich der Name Hahneberg auf immer größere Längen des westlichen Geländesprungs dieser Terrasse, bis schließlich Anfang des 19. Jahrhunderts der gesamte Höhensprung von Plauen über die Südvorstadt und dessen Ende am Falkenschlag, der der südwestliche Ausläufer der Wilsdruffer Vorstadt war (Gebiet zwischen Ammonstraße und Eisenbahntrasse, 1945 zerstört und bis 1964 abgetragen und eingeebnet), als Hahneberg bezeichnet wurde.

## Geschichtsverlauf ab 1830
Für die gesamte Hangkante wählte schließlich der Heimatforscher Paul Dittrich 1940 den eher zutreffenden Namen Hahnebergrücken, bis dahin hieß der gesamte Hang nunmehr Hahneberg. Er wurde bis zur Mitte des 19. Jahrhunderts landwirtschaftlich genutzt, die Hangkante war mit wilden Obstbäumen bestanden. 1813 war er Schauplatz der Kämpfe um Dresden.
Nach 1830 wurde dieser (westliche) Höhensprung massiv industriell überformt, beginnend mit der Feldschlößchen-Brauerei 1838. Bis 1844 war der einzige zugängliche Einschnitt von der Weißeritz aus der Zellische Weg (heute auf dem Höhenrücken: Altenzeller Straße), 1851 wurde die Gleisverbindung zwischen dem Böhmischen Bahnhof und dem Leipziger Bahnhof in der Neustadt errichtet und dabei der Hahnebergeinschnitt geschaffen, den zunächst zwei gemauerte Bogenbrücken jeweils im Zuge der Chemnitzer und der Bergstraße, später drei Stahlbrücken (von West nach Ost: Falkenbrücke, Chemnitzer Brücke, Hohe Brücke) überspannten.
Der im Spätmittelalter so bezeichnete (eigentliche) Hahneberg westlich des Alten Annenfriedhofes wurde ab den 1870er Jahren mit dem Bau der Falkenstraße (seit der 1903 erfolgten Eingemeindung Plauens nach Dresden: Zwickauer Straße) angeschnitten, 1902 zur Kiesgewinnung teilweise und schließlich 1907 zur Baulandgewinnung komplett bis auf die Höhe des Elbtalniveaus abgetragen. Dabei wurde die westliche Grenze des Alten Annenfriedhofes durch mächtige Stützmauern gesichert, die heute zur Zwickauer Straße hin die historische Lage des eigentlichen Hahneberges kennzeichnen.

## Heute
Die Bezeichnung verschwand im 20. Jahrhundert schließlich aus der öffentlichen Wahrnehmung, lediglich die 1876 bis heute durchgehend so benannte Hahnebergstraße als Verbindungsstraße zwischen der Zwickauer und der Chemnitzer (heute: Budapester) Straße erhält die Erinnerung daran.